# Heliga Treenighetens grekisk-ortodoxa kyrka, Charleston
Heliga Treenighetens grekisk-ortodoxa kyrka (engelska: Greek Orthodox Church of the Holy Trinity) är en grekisk-ortodox kyrkobyggnad belägen i staden Charleston, i delstaten South Carolina, i östra USA.
Kyrkan är helgad åt Treenigheten.

## Historik
Heliga Treenighetens grekisk-ortodoxa kyrka i Charleston öppnades år 1953. Den ritades av Harold Tatum.

## Kyrkan

### Exteriör
Kyrkan är byggd i bysantinsk stil. Den centrala kupolen tillverkades av Guastavino Company.

### Iventarier
Ikonerna är tillverkade av Photios Kontoglou från Aten, Grekland. Det finns även bänkar, något som vanligtvis inte förekommer i östortodoxa kyrkor. Glasmålnigar finns också.